# Herbelles
Herbelles (Nederlands: Hardbere) is een plaats en voormalige gemeente in het Franse departement Pas-de-Calais in de regio Hauts-de-France. De plaats maakt deel uit van het arrondissement Sint-Omaars.

## Geschiedenis
De gemeente werd op 22 maart 2015 overgeheveld van het kanton Aire-sur-la-Lys naar het kanton Fruges. Op 1 september 2016 fuseerde de gemeente met Inghem tot de commune nouvelle Bellinghem.

## Geografie
De oppervlakte van Herbelles bedraagt 4,5 km², de bevolkingsdichtheid is 101,8 inwoners per km².
De onderstaande kaart toont de ligging van Herbelles met de belangrijkste infrastructuur en aangrenzende gemeenten.

## Demografie
Onderstaande figuur toont het verloop van het inwonertal.